# Trapa (arquitectura)
Una trapa és una obertura practicada al sòl o al sostre d'una cambra, o espai, per a permetre el pas, de llum, objectes o persones, d'un pis a un altre. Sovint s'usen allà on no hi ha escala fixa. De vegades poden estar camuflades. Solen estar proveïdes d'una porta que s'anomena trampa.
Són molt usades en torres per passar d'un pis a un altre i freqüents en les plantes superiors d'un edifici, obertes al sostre, per a accedir a la teulada. En una planta baixa pot donar pas a un soterrani, passadís, pou, cambra inferior. És molt utilitzada en pallers. També s'utilitzen en portes fortificades per a llançar pedres, líquids calents, ..., sobre els assaltants.
Quan estan en la coberta d'un vaixell, la part superior d'un vagó de tren, etc., s'anomena escotilla.